# Jiutepec

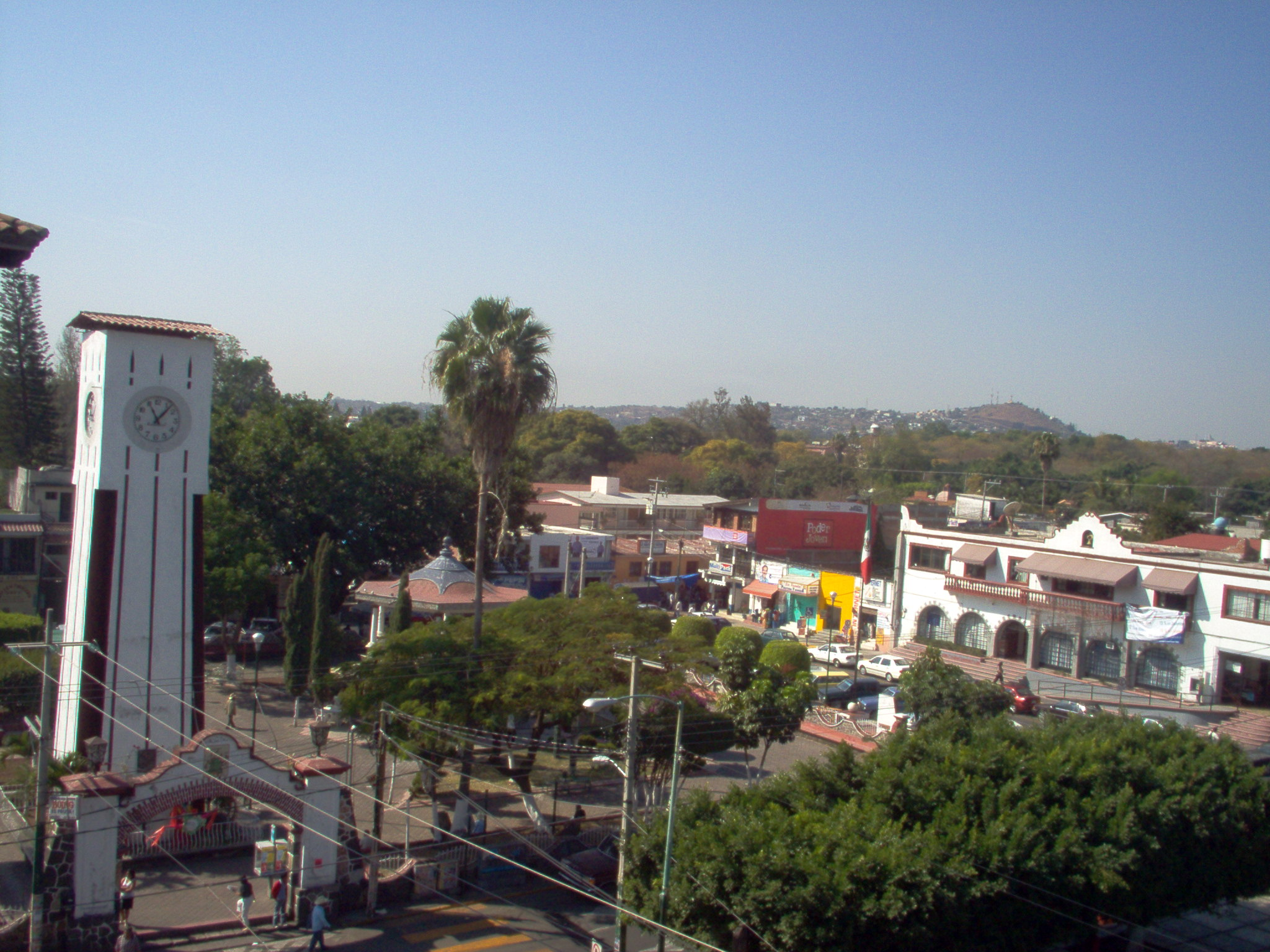

Jiutepec (Nahuatl: Xiuhtepec) is een stad in de Mexicaanse staat Morelos. De plaats heeft 153.704 inwoners (census 2005) en is de hoofdplaats van de gemeente Jiutepec.
Jiutepec is gelegen in het stedelijk gebied van Cuernavaca, en ligt ten zuiden van die stad. In de plaats bevindt zich de voormalige haciënda van Hernán Cortés. De belangrijkste bron van inkomsten is de cementindustrie.